# Flucht der Grafen

Geplante Flucht der Grafen; tatsächlich segelten sie direkt nach Frankreich

Flight of the Earls („Flucht der Grafen“, irisch Imeacht na nIarlaí oder Teitheadh na nIarlaí) bezeichnet eine geschichtliche Begebenheit in Irland im Jahre 1607, bei der die Earls Hugh O’Neill (2. Earl of Tyrone) und Rory O’Donnell (1. Earl of Tyrconnell) zusammen mit einigen ihrer Angehörigen die irische Insel verließen, um einer drohenden Inhaftierung zu entgehen.

## Geschichte
Der kritische Punkt der elisabethanischen Eroberung Irlands war erreicht, als die Briten versuchten, ihre Macht auf das Gebiet von Ulster und des Clans von Hugh O’Neill (dem mächtigsten Lord im damaligen Irland) auszuweiten. O’Neill wehrte sich mit Waffengewalt und entfesselte damit den Neunjährigen Krieg (von 1594 bis 1603), der die ganze Insel erfasste und zum Ziel hatte, die Engländer vollständig von der irischen Insel zu vertreiben. O’Neill gelang die Aufstellung eines aus etwa 10.000 Iren bestehenden Heeres. Ein zur Bekämpfung von O’Neills Truppen ausgesandtes englisches Heer wurde bei Clontibert überraschend von den Iren angegriffen und vernichtend geschlagen. Drei Jahre später, am 14. August 1598, kam es zur Schlacht am Yellow Ford, die ebenfalls mit einer schweren englischen Niederlage endete.
Königin Elisabeth I. setzte 1600 Lord Mountjoy als neuen Lord Deputy in Irland ein. Dieser sorgte im Norden Irlands für die Vernichtung der Ernte und ließ die dortigen Viehherden beschlagnahmen, um den Widerständlern ihre Nahrungsgrundlagen zu entziehen. Mountjoys weiterer Vorstoß nach Ulster wurde jedoch von O’Neill und seinen Truppen am 2. und 3. Oktober 1600 in der Schlacht am Moyry Pass gestoppt. Unterstützung erhielt O’Neill durch 3.500 spanische Soldaten, die von König Philipp III. gesandt worden waren und am 21. September 1601 in Kinsale an Land gingen. Englische Truppen unter Mountjoy begannen wenig später mit der Belagerung der Stadt. Ende Dezember traf O’Neill mit seinem Heer bei Kinsale ein, um die Belagerung gewaltsam zu beenden (→ Belagerung von Kinsale). Der Versuch scheiterte und die spanische Garnison kapitulierte. Nach einigen weiteren Kampfhandlungen handelten O’Neill und O’Donnell 1603 einen Waffenstillstand mit den Engländern aus, so dass beide schließlich ihre ursprünglichen Ländereien und Titel behalten konnten.
Doch 1605 begann der neue Lord Deputy of Ireland, Arthur Chichester, 1. Baron Chichester, damit, die Freiheiten der zwei Grafen einzuschränken. Beide fürchteten die Inhaftierung, und da sich Irland nun wieder gänzlich unter englischer Kontrolle befand, beschlossen beide, die irische Insel in Richtung des europäischen Kontinents zu verlassen.
Im September 1607 segelten O’Neill und O’Donnell mit 90 ihrer Angehörigen und Untergebenen von Rathmullan (einem Ort am Lough Swilly in der Grafschaft Donegal) aus in Richtung Spanien. Doch sie gingen bereits in Frankreich an Land und erreichten schließlich auf dem Landweg Italien. Nach ihrem Tod wurden sie in der Kirche San Pietro in Montorio in Rom begraben. Ihre Grabmale befinden sich im Boden des Hauptschiffes der Kirche:

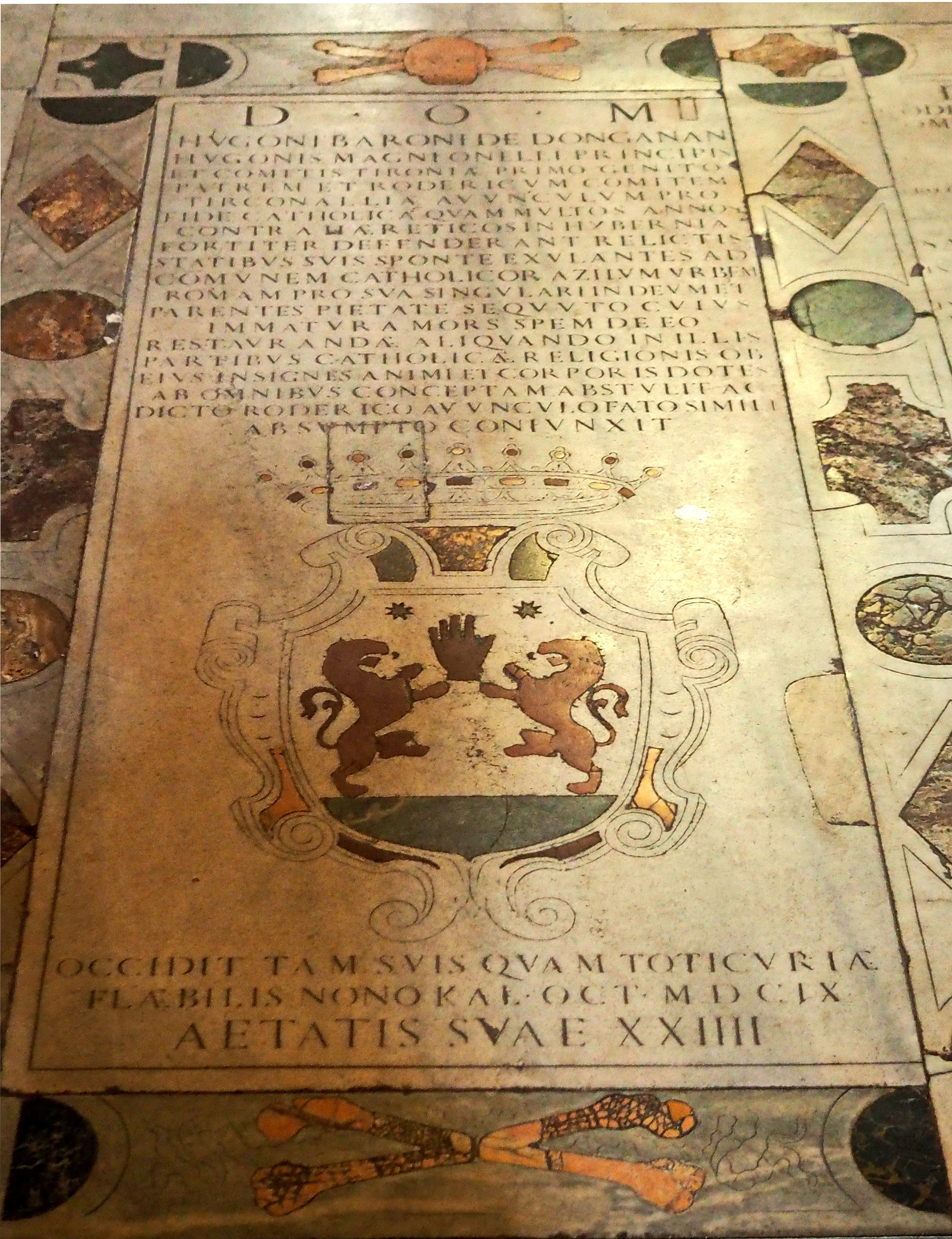
Grabmal des Hugh O’Neill, Baron of Dungannon
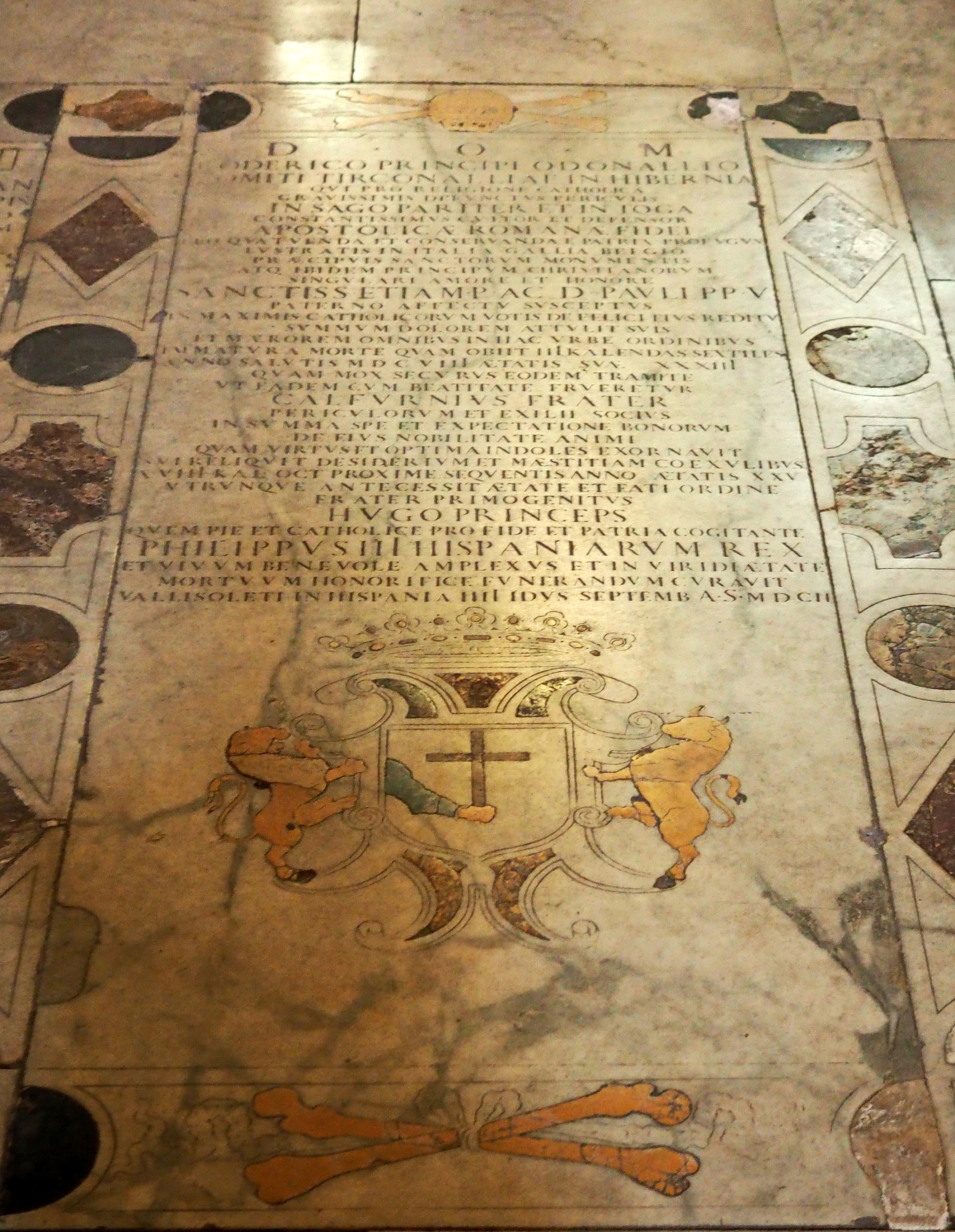
Grabmal des Rudhraighe Ó Domhnaill

Die „Flucht der Grafen“ markiert die endgültige Auflösung der historischen gälischen Aristokratie und ebnete den Weg zu den Plantations von Ulster.

## Erinnerung
Im „Flight of the Earls Centre“ im Martello Tower in Rathmullan erinnert eine Ausstellung an diese geschichtliche Begebenheit.